# كأس اليونان 1983–84
كأس اليونان 1983–84 (باليونانية: Κύπελλο Ελλάδος ποδοσφαίρου ανδρών 1983-84)‏ هو موسم من كأس اليونان. أشرف على تنظيمه الاتحاد الإغريقي لكرة القدم، وكان عدد الأندية المشاركة فيه 76، وفاز فيه باناثينايكوس.